# Mysłakowice (gmina)
Mysłakowice est une gmina rurale du powiat de Jelenia Góra, Basse-Silésie, dans le sud-ouest de la Pologne. Son siège est le village de Mysłakowice, qui se situe environ 7 km au sud-est de Jelenia Góra et 94 km à l'ouest de la capitale régionale Wrocław.
La gmina couvre une superficie de 88,75 km2 pour une population de 9 990 habitants.

## Géographie

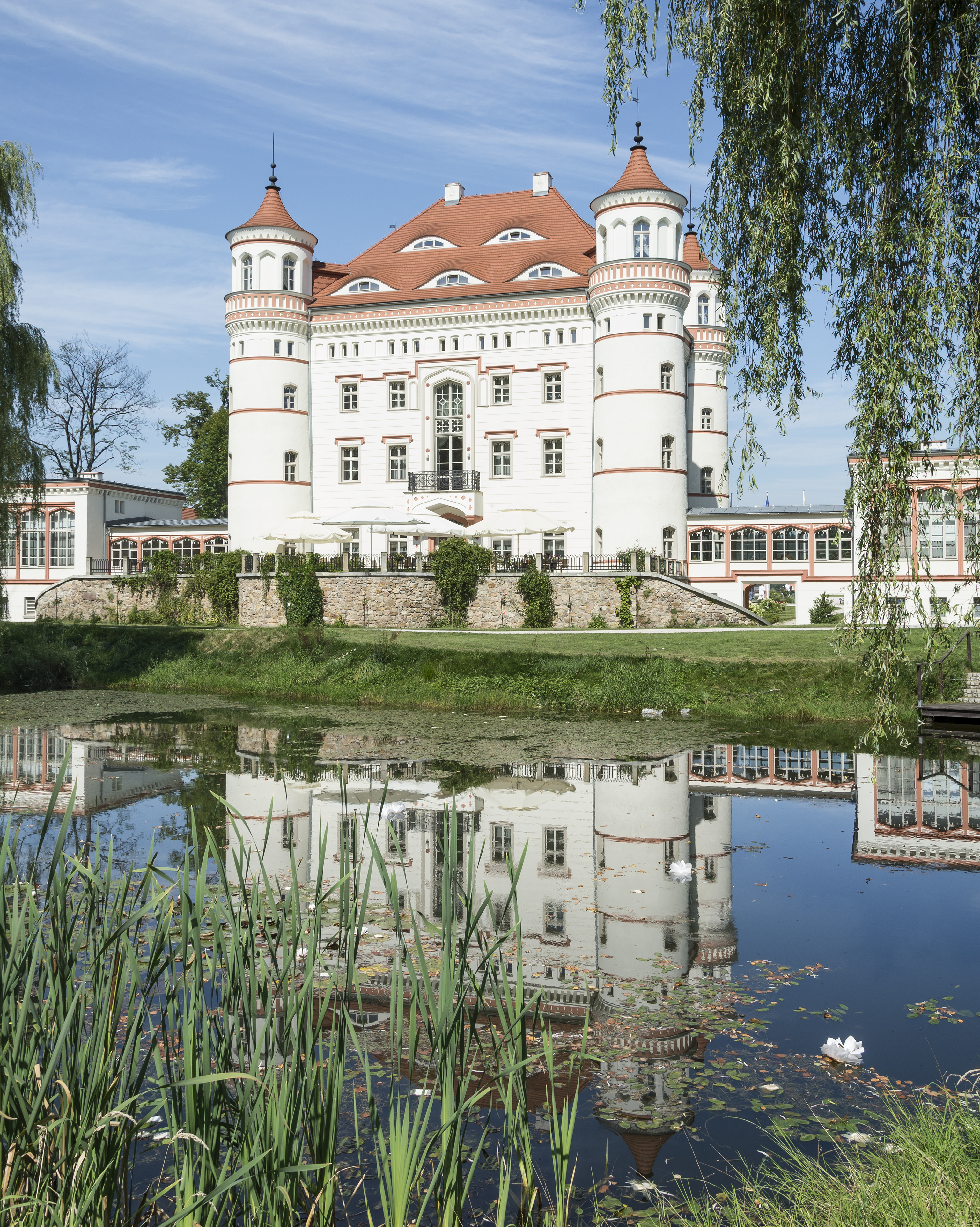
Un palace à Wojanów. Août 2016.

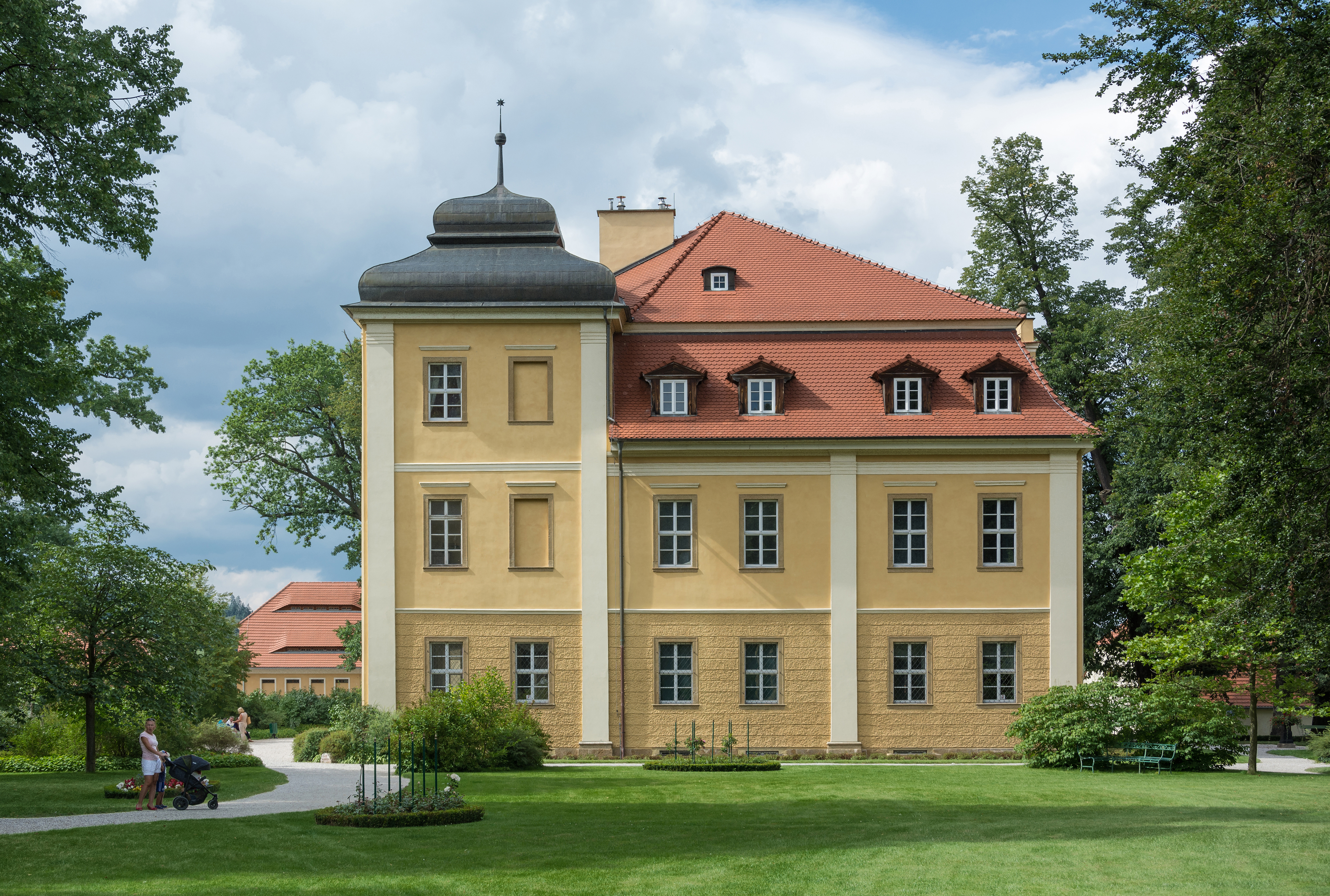
Palace à Łomnica. Août 2016.

La gmina est bordée par les villes de Jelenia Góra et Wojcieszów et les gminy de Bolków, Jeżów Sudecki, Kamienna Góra, Marciszów, Mysłakowice et Świerzawa.
La gmina contient les villages de Bukowiec, Dąbrowica, Gruszków, Karpniki, Kostrzyca, Krogulec, Łomnica, Mysłakowice, Strużnica et Wojanów.